# Xylopia brasiliensis
Xylopia brasiliensis popularmente pindaíba-de-folha-pequena,pimenta de mato, pinaíba, pindaubuna. é uma árvore da família Annonaceae, nativa da Mata Atlântica, onde possui distribuição restrita. Ocorre na Argentina, Paraguai e no Brasil.
Esta espécie consta na lista da flora ameaçada de extinção do estado de São Paulo e do Rio Grande do Sul como "Criticamente em Perigo".